# Charles Sackville-West (6e comte De La Warr)
Pour les articles homonymes, voir Sackville-West, Sackville et West.
Charles Richard Sackville-West (13 novembre 1815 - 23 avril 1873), titré Lord West entre 1850 et 1869 puis 6e comte De La Warr, est un soldat britannique.

## Biographie
Il est le deuxième fils de George Sackville-West (5e comte De La Warr) et de Lady Elizabeth Sackville, fille de John Sackville (3e duc de Dorset). Il fait ses études à Harrow .
Il sert dans l'armée britannique et est nommé aide de camp et secrétaire militaire de Sir Hugh Gough en Inde en 1845. Il combat à la bataille de Sobraon en 1846 au cours de la Première guerre anglo-sikhe. En 1850, il reçoit le titre de courtoisie de Lord West après la mort de son frère aîné, Lord Cantelupe. Promu major en 1852 et lieutenant-colonel en 1855, il sert dans la guerre de Crimée . Il est nommé compagnon de l'Ordre du Bain en 1855 et officier de la Légion d'honneur en 1856 et reçoit l'Ordre du Médjidié en 1858. En 1864, il est promu major général. Il succède à son père en 1869. En 1871, il est nommé chevalier commandant de l'ordre du Bain (KCB).
Lord De La Warr meurt en avril 1873, à l'âge de 57 ans, en se noyant dans la rivière Cam. Il est célibataire et son frère cadet, Reginald Sackville (7e comte De La Warr), lui succède au comté.